# Tăbăcari
Tăbăcari – wieś w Rumunii, w okręgu Buzău, w gminie Podgoria. W 2011 roku liczyła 81 mieszkańców.